# 森清 (子爵)
森 清（もり きよし、1875年（明治8年）12月30日 - 1928年（昭和13年）1月3日）は、明治から大正期の政治家、華族。貴族院子爵議員。

## 経歴
在清国全権公使・森有礼の長男として生まれる。父の影響で「英気溌溂」なことも時代を送るが、父の死去に伴い1889年（明治22年）4月4日、子爵を襲爵。
学習院を経て、1901年（明治34年）7月、東京帝国大学文科大学英文学科を優等で卒業し、恩賜の銀時計を授けられた。
1908年（明治41年）3月7日、貴族院子爵議員補欠選挙で当選し、研究会に所属して活動し、1925年（大正14年）7月9日まで在任した。

## 栄典
- 1931年（昭和6年）1月16日 - 正三位[10]

## 親族
- 母 広瀬常（広瀬秀雄長女）[1]
- 継母 森寛子（岩倉具視五女）[1]
- 妻 森淑子（よしこ、松平康民長女）[1]
- 長男 森有剛（子爵）[1]